# Primeira Batalha de Kreminna
A Primeira Batalha de Kreminna foi um confronto militar entre a Rússia e a Ucrânia pela cidade de Kreminna, no leste da Ucrânia. É considerada a primeira batalha durante a ofensiva do Donbas.

## Antecedentes
Kreminna, uma cidade com 18 mil habitantes, tem sido uma cidade estratégica desde o início da invasão da Ucrânia pela Rússia, pois é uma passagem para Kramatorsk, que fica a apenas uma hora de carro de Kreminna.

## Batalha
Em 18 de abril de 2022, as forças russas entraram em Kreminna, onde o governador do oblast de Lugansk, Serhiy Haidai, relatou que os combates nas ruas começaram e que a evacuação não era possível. Tanques e outras armas também entraram na cidade, onde civis estavam cercados por tropas russas. As forças russas atacaram por todos os lados, cercando a cidade. Os combates continuaram durante toda a noite, com tiros de artilharia pesada sendo disparados pelas ruas. Na noite do dia 19, Serhiy relatou que as tropas ucranianas remanescentes se retiraram, dando às tropas russas controle total da cidade.

## Consequências
Kreminna foi a primeira cidade a cair durante a ofensiva no Donbas, anunciada pela Rússia em 18 de abril. O governador relatou que 200 civis foram mortos, mas pode ter havido mais. Autoridades ucranianas informaram em 25 de abril que forças russas foram mortas em uma explosão no prédio da prefeitura de Kreminna devido a um vazamento de gás.